# Changement démocratique (Salvador)
Le Changement démocratique (Cambio Democrático) est un parti politique salvadorien fondé en 2005. Il est membre de la COPPPAL.